# Добров Петро Васильович
Добров Петро Васильович (нар. 13 липня 1943, Сніжне — травень 2025) — український історик, професор, доктор історичних наук, декан історичного факультету Донецького національного університету (1999—2014 рр.).

## Біографія
Петро Васильович виріс у багатодітній родині шахтаря. Його батько Василь Митрофанович у 1929 р. був репресований, реабілітований у 1955 р. Петро був сьомий у сім'ї, тому рано почав працювати. З п'ятнадцяти років — на сільськогосподарських роботах у радгоспі ім. Челюскінців Шахтарського району, після закінчення школи — поштарем у Сніжнянській конторі зв'язку, з вісімнадцяти — молотобійцем на шахті «Ремівська-Східна».
У 1962 р. Петро став студентом історико-філологічного факультету Шахтинського педагогічного інституту (Росія). У жовтні того ж року призваний до лав Радянської Армії. Після трьох років служби, перевівся до Донецького державного університету на історичний факультет, який з відзнакою закінчив у 1969 р.
Починаючи з першого курсу брав участь у роботі студентського наукового товариства. У 1967 р. за наукову роботу «Прорив Міус-фронту та його значення у визволені Донбасу» став лауреатом Першого всесоюзного конкурсу студентських наукових робіт у м. Ленінграді. У 1968 р. — лауреатом Другого Всесоюзного конкурсу за наукову роботу «Визволення Донбасу від німецько-фашистських загарбників». П. В. Добров  отримав дипломи лауреата, цінні подарунки та Почесні грамоти Міністерства освіти СРСР (1967, 1968 рр.). За активну роботу в студентському науковому товаристві нагороджений Почесною грамотою Міністерства освіти СРСР (1969 р.).
Під час навчання став найактивнішим учасником студентського будівельного руху: Джети-Гора Кустанайської області (Казахстан), Сахалін, Польща, НДР — ось неповна картина його трудових мандрівок. В музеї Донецького національного університету виставлені Кубки та прапори ПНР та НДР, нагороди будівельному загону, де П. В. Добров був командиром протягом п'яти років.
У 1969 р. за розподілом Мінвузу України залишився працювати асистентом на кафедрі історії КПРС. У 1971 р. на Всесоюзному зльоті студентів серед двох з половиною тисяч бійців студентських будівельних загонів, аспірантів, комсомольців та профспілкових активістів — посланців з усіх вищих навчальних закладів Радянського Союзу, був Петро Добров.
У 1970 р. вступив до аспірантури при кафедрі історії КПРС Донецького державного університету, а у 1973 р. достроково захистив кандидатську дисертацію під керівництвом доктора історичних наук, професора М. Ф. Хорошайлова. У тому ж році почав працювати лектором Донецького міському Компартії України та старшим викладачем вечірнього університету марксизму-ленінізму при міськкому партії. Упродовж 10 років був позаштатним лектором Донецького обкому КП України, заступником голови правління Донецької міської організації товариства «Знання». Нагороджений почесними грамотами всесоюзного, республіканського та обласного товариства «Знання».
П. В. Добров працює в Донецькому національному університеті з вересня 1969 р., має загальний стаж викладацької роботи на посадах асистента, старшого викладача, доцента, професора кафедри історії України 45 років. Після закінчення докторантури Московського університету ім. М. В. Ломоносова і успішного захисту докторської дисертації, (науковий консультант доктор історичних наук, професор О. Д. Колесник (м. Москва), працював на посаді професора кафедри історії України і виконував обов'язки заступника декана факультету. Є висококваліфікованим фахівцем, який має досвід викладання низки загальних і спеціальних навчальних дисциплін[недоступне посилання з липня 2019].
Маючи досвід підготовки видання «Історія міст і сіл Української РСР. Донецька область», у 2001 р. ініціював створення Інституту історії Донбасу, на правах фундатора був обраний його директором. Зараз колектив інституту до складу якого входять провідні вчені вузів Донецької області плідно працює над восьмитомною енциклопедією Донбасу. В 2013 р. вийшов перший том «Енциклопедія Донеччини».
У 2001 р. П. В. Добров доклав значні зусилля для проведення першої в Україні наради деканів історичних факультетів, на якій був обраний Головою Ради деканів історичних факультетів класичних університетів.
Обіймаючи посаду декана факультету з власної ініціативи провів одинадцять міжнародних наукових студентських конференцій — «Історія очима молодих дослідників», «Велика війна очима молодих дослідників», «Україна в системі міжнародних відносин очима молодих дослідників», «Велика перемога: погляд із сьогодення» та ін.
З 1999 р. П. В. Добров виконував обов'язки Голови спеціалізованої вченої ради з захисту кандидатських дисертацій, а в 2001 р. очолив першу в історії Донецького національного університету Спеціалізовану вчену раду із захисту кандидатських та докторських дисертацій. За час роботи спецради докторами та кандидатами наук стали близько 300 здобувачів з Донецька та інших міст України.
З 1999 р. — Академік і член президії Української академії історичних наук.
В 2002 р. став членом Спеціалізованої вченої ради по захисту кандидатських дисертацій у Східноукраїнському національному університеті ім. Володимира Даля у м. Луганську.
З 1998 р. заступник відповідального редактора журналу «Вісник Донецького університету» Серія «Б», Гуманітарні науки, а з 1999 р. — головний редактор двох фахових видань: „Історичні та політологічні дослідження” та „Археологічний журнал”. З 2006 р. — головний редактор щорічних збірок наукових праць «Святогірський альманах». З 2008 р. — головний редактор журналу „Грані історії”. З 2006 р. рішенням Президента республіки Білорусь для білоруських істориків, які друкують свої праці в науковому збірнику «Історичні та політологічні дослідження» він є фаховим.
З 2009 р. член редколегії «Журнал російських та східно-європейських досліджень» (Росія, м. Москва). З 2013 р. член Редакційної ради журналу «Етносоціум» (Росія, м. Москва).
Під керівництвом П. В. Доброва при кафедрі історії України працює археологічна науково-дослідницька група університетської держбюджетної теми, якою видано п'ятнадцять томів збірника „Степи Европы в эпоху средневековья” та три томи збірника «Структурно-семиотические исследования в археологии», які є фаховими. У збірниках надруковані праці вчених України, Росії, Молдови, Сполучених Штатів Америки, Японії, Румунії.
П. В. Добров є автором понад 320 наукових і науково-методичних праць, 35 брошур, 52 одноосібних та колективних монографій.
В 2002 р. П. В. Добров обраний членом президії Національної спілки краєзнавців України. В 2013 р. Національною Спілкою краєзнавців України затверджений членом Міжвідомчої координаційної ради з питань краєзнавства.

## Науковий доробок
Як провідний вчений, він має свою наукову школу з основним напрямком — «Історія Другої та Великої Вітчизняної війни» та цілу плеяду вихованців (з них 46 кандидатів та 20 докторів наук). Під його керівництвом зараз готується 6 кандидатських та 2 докторських дисертації. Дев'ятеро докторів наук В. С. Бондаренко, А. В. Бредіхин, А. В. Гедьо, А. О. Добровольська (Стоян), В. В. Задунайський, В. А. Моргун, І. С. Тарнавський, І. Я. Тодоров, Л. Г. Шепко, та 8 кандидатів, яких підготував П. В. Добров — працюють на історичному факультеті.
Петро Васильович долучився також до підготовки 27-томної праці «Реабілітовані історією» [Архівовано 13 лютого 2016 у Wayback Machine.]. Уже вийшло дев'ять томів, у яких опубліковано матеріали масових репресій у Донецькій області в роки тоталітарного режиму. Він бере активну участь у написані «Книги пам'яті» з ушанування учасників бойових дій (фронтовиків), партизанів та підпільників, які померли в післявоєнні роки. На сьогодні виданий двадцять перший том, присвячений Донецькій області.

## Нагороди, відзнаки, звання
Наукова громадськість та державні органи гідно відзначили повсякденну напружену працю Петра Васильовича. Він нагороджений двома радянськими нагородами та медаллю Г. К. Жукова, Знаком ЦК ВЛКСМ «За активну роботу у студентських загонах».
17 травня 2001 р. вийшов Указ Президента України про присвоєння П. В. Доброву звання «Заслуженого працівника освіти України». В тому ж році він став лауреатом премії ім. Дмитра Яворницького. У жовтні 2007 р. Фонд пам'яті Митрополита Московського і Коломінського Макарія (Булгакова) в м. Москві нагородив Почесною подякою «За високі досягнення в конкурсі робіт на здобуття Макарівської премії». 15 червня 2007 р. Міністерством України у справах сім'ї, молоді та спорту, нагороджений Почесною відзнакою «За активну громадську діяльність». 26 липня 2007 р. нагороджений Почесною Грамотою Верховної Ради України «За особливі заслуги перед українським народом», в тому ж році нагороджений Почесною грамотою Виконкому Донецької міської ради «За плідну наукову діяльність, високий професіоналізм, значний особистий внесок в розвиток науки і освіти». 16 квітня 2008 р. Постановою Президії Національної спілки краєзнавців присвоєно звання «Почесний член Національної спілки краєзнавців» за значний внесок у розвиток краєзнавчого руху, збереження національної історико-культурної спадщини та природних скарбів України". У липні 2008 р. нагороджений Почесною грамотою Міністерства освіти і науки України «За багаторічну сумлінну працю, особистий внесок у підготовку висококваліфікованих спеціалістів, плідну науково-педагогічну діяльність». 22 серпня 2008 р. нагороджений Почесним знаком Донецької обласної Ради «За сумліну наукову діяльність, високий професіоналізм, значний внесок в розвиток науки і освіти». 24 жовтня 2008 р. Президія Національної Академії Наук України за цикл праць «Рух опору в Україні в роки Великої Вітчизняної війни» вручила премію НАН України. 27 жовтня 2008 р. Кабінет Міністрів України нагородив Почесною Грамотою «За вагомий особистий внесок у підготовку висококваліфікованих спеціалістів, збереження історико-культурної спадщини, плідну науково-педагогічну діяльність та багаторічну сумлінну працю». У жовтні 2008 р. присвоєно звання «Почесний краєзнавець Донеччини» з врученням спеціального знаку «За багаторічну роботу у справі дослідження, збереження та примноження духовної й матеріальної культури рідного краю». 30 листопада 2009 р. П. В. Добров нагороджений орденом «За Заслуги III ступеню». У лютому 2011 р. присвоєно звання «Заслужений професор Донецького національного університету». В 2013 р. — Національною Спілкою краєзнавців України присвоєно Звання «Почесний краєзнавець України» з врученням спеціального знака «За значний внесок у розвиток краєзнавчого руху, збереження національної історико-культурної спадщини та природних скарбів України». 30 липня 2011 р. рішенням Президії Української Спілки ветеранів Афганістану (воїнів-інтернаціоналістів) нагороджений медаллю «ЗА ЗВИТЯГУ». 9 вересня 2011 р. нагороджений пам'ятним знаком «Афганська Слава». 23 вересня 2011 р. нагороджений Метрополітом Київським і всієї України Предстоятелем Української Православної Церкви високопреосвяшейнішим Володимиром Грамотою і орденом «У благословення за старанні труди на славу Святої Церкви» та Грамотою і орденом Святого благовірного князя Київського Ярослава Мудрого «За заслуги перед Українською Православною Церквою та з нагоди 70-річчя», російською медаллю «В пам'ять про народне ополчення», тощо.
9 червня 2015 року Рішенням Президії Правління Національної спілки краєзнавців «За видання краєзнавчої літератури: монографій, нарисів, описів, путівників, довідників, окремих публікацій, циклів статей тощо» П. В. Доброву було вручено премію доктора історичних наук, професора, академіка НАН України Героя України Тронька Петра Тимофійовича.

## Монографії
- Бут А. Н., Добров П. В. «Экономическая контрреволюция» в Украине в 20-30-е годы ХХ века: от новых источников к новому осмыслению (под общей редакцией А. А. Бута). — Донецк: Изд. КИТИС. 2000. — 314 с.
- Бут О. М., Добров П. В. «Економічна контрреволюція» в Україні в 20-30-ті роки ХХ століття: від нових джерел до нового осмислення / О. М. Бут, П. В. Добров // за заг.ред О. М. Бута.- Вид.друге, випр. і доп., з іл. — Донецьк: Укр НТЕК, 2002. — 316 с.
- Никольский В. Н. Бут А. Н., Добров П. В. Шевченко В. А. Книга памяти греков Украины. [Монография]. — Донецьк: Регіон, 2005. — 336 с.

1. 1 2  різні автори Енциклопедія сучасної України — Інститут енциклопедичних досліджень НАН України, 2001. — ISBN 966-02-2075-8